# Jesusbönen

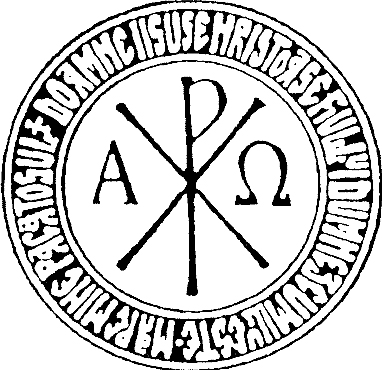
Kristogram med Jesusbönen på rumänska.

Jesusbönen (kyrkslaviska: Їисꙋсова моли́тва; grekiska: Προσευχή του Ιησού), eller Hjärtats bön, är en kort, enkel och ofta förekommande repetitiv bön inom kristendomen, med traditioner från de Östortodoxa och Östkatolska kyrkorna.

## Bönen
Orden kan variera, men i den vanligaste formen lyder bönen: "Herre Jesus Kristus, Guds son, förbarma dig över mig (syndare)".
Eftersom östortodoxa kristna brukar läsa bönen upprepade gånger brukar många använda bönerep för att hjälpa dem att be bönen, medan andra gör korstecknet.
Utmärkande för bönen är att den beds med hjälp av ett böneband med knutar, som blev vanligt bland hesychasterna på berget Athos i Grekland,varifrån det spred sig över den östortodoxa världen. Bönebandet är inte identiskt med Romersk-katolska kyrkans radband.[källa behövs]

## Utbredning
Jesusbönen har praktiserats genom århundradena som en del av östkyrkan. Under 1900-talets början började även kyrkor i väst att använda den, inklusive vissa romerska katoliker och anglikaner.